# Zoraida consanguinea
Zoraida consanguinea är en insektsart som beskrevs av William Lucas Distant 1907. Zoraida consanguinea ingår i släktet Zoraida och familjen Derbidae. Inga underarter finns listade i Catalogue of Life.